# Хасан Али Топташ
Хасан Али Топташ (на турски: Hasan Ali Toptaş; роден на 15 октомври 1958 г.) е турски писател, известен като автор на романи и разкази.

## Биография
Роден е на 15 октомври 1958 година в селището Чал, провинция Денизли, в семейството на шофьор на камион. Детството си прекарва в Булдан. Завършва гимназия и търговско училище. След службата си в турската армия работи на различни длъжности. Топташ е съдебен пристав и ковчежник в различни по-малки градове, след това става служител в Министерството на финансите.
Публикува множество разкази в списания. Първият му сборник с разкази „Bir Gülüşün Kimliği“ („Идентичност на смеха“) е публикуван през 1987 г. Сборникът първоначално няма особен успех. През 1992 г. Топташ публикува със свои средства първия си роман „Sonsuzluğa Nokta“. Издаден през 1994 г. вторият му роман „Gölgesizler“ донася на писателя популярност. За този роман той получи наградата Юнус Нади. През 2008 г. романът „Gölgesizler“ е екранизиран от режисьора Юмит Юнал.
Видният турски учен Йълдъз Еджевит в неговата работа „Türk Romanında Postmodernist Açılımlar“ („Постмодернистичната експанзия в турската литература“) нарича писателя „постмодернистечен модернист“ и „Кафка на турската литература“. През 1999 г. Хасан Али Топташ получава литературната награда Джевдет Кудрет за своя роман „Bin Hüzünlü Haz“. Това от една страна е постмодерничен роман от гледна точка на плурализъм, метапроза и интертекстуалност. От друга страна, той съдържа много кафкиански елементи – абсурдно, сюрреалистично и парадоксално изобразяващи обикновената реалност. През 2006 г. той получава литературната награда Орхан Кемал за романа си „Uykuların Doğusu“.
Произведения на Хасан Али Топташ са преведени на много езици, включително английски, немски, френски, холандски, финландски и корейски език.

## Произведения
- „Yalnızlıklar“ – 1990
- „Ölü Zaman Gezginleri“ – 1993
- „Sonsuzluğa Nokta“ – 1993
- „Gölgesizler“ – 1995
- „Kayıp Hayaller Kitabı“ – 1996
- „Ben Bir Gürgen Dalıyım“ – 1997
- „Bin Hüzünlü Haz“ – 1999
- „Uykuların Doğusu“ – 2005
- „Harfler ve Notalar“ – 2007
- „Todor“ – 2013